# Schaumverhüter
Ein Schaumverhüter oder Schaumverhütungsmittel ist ein Stoff oder Stoffgemisch, der Flüssigkeiten zugesetzt wird, um eine unerwünschte Schaumbildung – meist bei der Bearbeitung oder Abfüllung von Flüssigkeiten mit geringer Oberflächenspannung – zu verringern oder zu verhindern. Der Begriff Schaumverhüter wird neben der petrochemischen Industrie als Umschreibung für die dort gebräuchlichen Polysiloxanderivate nahezu ausschließlich in der Lebensmitteltechnologie angewandt. Der ähnliche Begriff Entschäumer bezieht sich auf – oft ähnliche – Stoffe oder Gemische, die schon gebildeten Schaum auflösen sollen. Schaumverhüter und Entschäumer wirken prinzipiell identisch, indem sie an der Grenzfläche der Flüssigkeit einen geschlossenen Film bilden, der das Ausgasen beschleunigt bzw. unter Zerstörung der Gasbläschen ermöglicht.
In der Lebensmittelindustrie sollen sie als Lebensmittelzusatzstoff die Schaumbildung verhindern. Beispielsweise:
- Mono- und Diglyceride von Speisefettsäuren (E 471) (MDG)
- Polydimethylsiloxan (E 900) (siehe auch Simeticon)
- Polyglycerinester von Speisefettsäuren (E 475)
- Thermooxidiertes Sojaöl, mit MDG verestert (E 479b)

Auch bei chemischen Reaktionen oder Fermentationsprozessen kann es nötig sein, die Bildung von Schaum zu verhindern. Ein dafür benutzter Schaumverhüter ist 2-Octanol. Als Additiv für Schmierstoffe verhindern Schaumverhüter die Entstehung von Oberflächenschaum durch Verwirbelung des Schmierstoffes mit Luft in Motoren oder Getrieben. 